# Damua
Damua là một thị trấn thống kê (census town) của quận Chhindwara thuộc bang Madhya Pradesh, Ấn Độ.

## Nhân khẩu
Theo điều tra dân số năm 2001 của Ấn Độ, Damua có dân số 15.856 người. Phái nam chiếm 52% tổng số dân và phái nữ chiếm 48%. Damua có tỷ lệ 73% biết đọc biết viết, cao hơn tỷ lệ trung bình toàn quốc là 59,5%: tỷ lệ cho phái nam là 79%, và tỷ lệ cho phái nữ là 66%. Tại Damua, 10% dân số nhỏ hơn 6 tuổi.